# Comedor Universitario de la Universidad Nacional de La Plata
El Comedor Universitario es una histórica iniciativa de la Universidad Nacional de La Plata que comenzó a funcionar en la capital bonaerense, en 1936, y brinda un servicio de almuerzo y cena para los estudiantes regulares de esa casa de estudios.
Desde su reapertura en 2004, cuenta con cuatro sedes fijas en las que se abastecen cerca de diez mil alumnos, a 2017, gracias a la subvención de precios con la que se accede a los productos.

## Historia

### Inauguración
El Comedor Universitario se inauguró el 28 de noviembre de 1936 en una casona ubicada enfrente del Teatro Argentino de La Plata, en avenida 53 entre calles 9 y 10. En su primera época, fue administrado por la Asociación de Ayuda Estudiantil, hasta que en 1949 pasó completamente a manos de la Universidad.
El proyecto atravesó distintas etapas, como el traslado al subsuelo del ex Hotel Provincial (hoy, el edificio ocupado por los Tribunales Federales de La Plata) en 1956, donde eran tradicionales las filas de comensales universitarios esperando su turno en la manzana limitada por las calles 8, 51, 9 y 50. Luego llegaría, en 1961, la instalación definitiva en su primer inmueble propio, ubicado en avenida 1 y calle 50.
Salvo la pared que estaba construida sobre el lateral de calle 50, que era de mampostería, el resto del perímetro exterior era vidriado y tenía una vista panorámica al Paseo del Bosque. El Comedor Universitario de aquellos años es recordado por su gran valor histórico, cultural y político, un espacio cargado de sentido por las distintas generaciones de jóvenes y dirigentes estudiantiles y universitarios.
Percibido por la dictadura militar argentina del período de 1966-1973 como un lugar de fuerte impulso militante para las actividades políticas de entonces, el lugar sufrió numerosas clausuras. Fue la última dictadura militar, autodenominada Proceso de Reorganización Nacional, la que se encargó del desmantelamiento definitivo, durante 1977. En 1981, la Universidad decidió remodelarlo para que funcione en él la Facultad de Odontología.

### Atentados

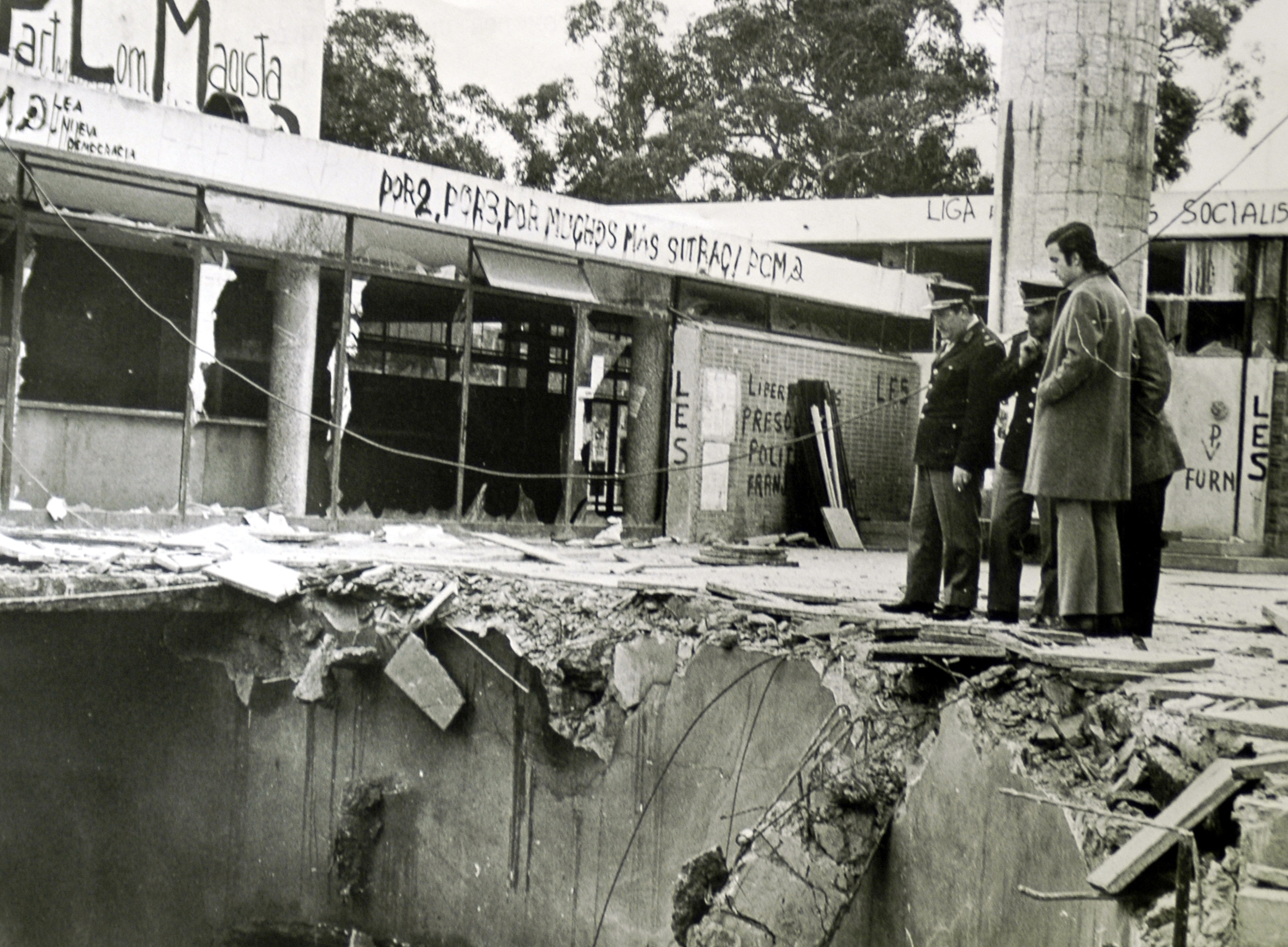
Ruinas del Comedor Universitario luego del atentado de 1974, en la hoy Facultad de Odontología.

El Comedor Universitario sufrió dos grandes atentados: uno en 1973 y otro el 17 de septiembre de 1974. En este último, el inmueble quedó destruido casi en su totalidad. Aunque se continuaría brindando el servicio de almuerzo hasta su cierre parcial en 1975.

### Reapertura
El Comedor reabriría sus puertas recién en octubre de 2004, durante el gobierno de Néstor Kirchner, en el predio de la Facultad de Ciencias Naturales y Museo, en los márgenes del Paseo del Bosque: calle 61 y 120. El beneficio se enmarca en el programa «Igualdad de Oportunidades para Estudiar», implementado por la Prosecretaría de Bienestar Universitario, que busca garantizar la permanencia de los estudiantes como alumnos regulares de la Universidad Nacional de La Plata.
Desde 2017, además, el lugar ofrece un menú para celiacos, cuyo costo es el mismo que el de los almuerzos convencionales. De este modo, se dio cumplimiento a lo dispuesto por la Ley Nacional N°26.588, «Ley Nacional de Celiaquía», a la cual la provincia de Buenos Aires está adherida.